# Toronto Exhibition Place Street Circuit
Toronto Exhibition Place Street Circuit – wyścigowy tor uliczny, znajdujący się w Exhibition Place w Toronto (Kanada). Na torze organizowane są wyścigi serii IndyCar oraz NASCAR Canadian Tire.
W 1975 roku powstały plany utworzenia toru ulicznego w Exhibition Place, ale nie doszło do ich realizacji. Pierwszy wyścig na torze Exhibition Place miał miejsce w roku 1986, a pętla miała wówczas długość 2,655 km. Od 1986 roku na torze nieprzerwanie – z wyjątkiem 2008 roku – odbywają się wyścigi serii IndyCar (Honda Indy Toronto), ponadto od 2009 roku na torze organizowane są zawody serii NASCAR Canadian Tire.

## Zwycięzcy

### IndyCar
| Rok  | Kierowca           | Samochód               | Zespół       |
| ---- | ------------------ | ---------------------- | ------------ |
| 1986 | Bobby Rahal        | March-Cosworth         | Truesports   |
| 1987 | Emerson Fittipaldi | March-Chevrolet Ilmor  | Patrick      |
| 1988 | Al Unser Jr.       | March-Chevrolet Ilmor  | Galles       |
| 1989 | Michael Andretti   | Lola-Chevrolet Ilmor   | Newman/Haas  |
| 1990 | Al Unser Jr.       | Lola-Chevrolet Ilmor   | Galles/KRACO |
| 1991 | Michael Andretti   | Lola-Chevrolet Ilmor   | Newman/Haas  |
| 1992 | Michael Andretti   | Lola-Ford              | Newman/Haas  |
| 1993 | Paul Tracy         | Penske-Chevrolet Ilmor | Penske       |
| 1994 | Michael Andretti   | Reynard-Ford Cosworth  | Ganassi      |
| 1995 | Michael Andretti   | Lola-Ford Cosworth     | Newman/Haas  |
| 1996 | Adrián Fernández   | Lola-Honda             | Tasman       |
| 1997 | Mark Blundell      | Reynard-Mercedes-Benz  | PacWest      |
| 1998 | Alex Zanardi       | Reynard-Honda          | Ganassi      |
| 1999 | Dario Franchitti   | Reynard-Honda          | Green        |
| 2000 | Michael Andretti   | Lola-Ford Cosworth     | Newman/Haas  |
| 2001 | Michael Andretti   | Reynard-Honda          | Green        |
| 2002 | Cristiano da Matta | Lola-Toyota            | Newman/Haas  |
| 2003 | Paul Tracy         | Lola-Ford Cosworth     | Forsythe     |
| 2004 | Sébastien Bourdais | Lola-Ford Cosworth     | Newman/Haas  |
| 2005 | Justin Wilson      | Lola-Ford Cosworth     | RuSPORT      |
| 2006 | A.J. Allmendinger  | Lola-Ford Cosworth     | Forsythe     |
| 2007 | Will Power         | Panoz-Cosworth         | Walker       |
| 2009 | Dario Franchitti   | Dallara-Honda          | Ganassi      |
| 2010 | Will Power         | Dallara-Honda          | Penske       |
| 2011 | Dario Franchitti   | Dallara-Honda          | Ganassi      |
| 2012 | Ryan Hunter-Reay   | Dallara-Chevrolet      | Andretti     |